# Pip, Squeak and Wilfred
Pip, Squeak and Wilfred est une série de bande dessinée animalière britannique créée par l'écrivain Bertram J. Lamb et le dessinateur Austin B. Payne et publiée sous forme de comic strip dans le quotidien Daily Mirror et des publications liées de 1919 à 1955, avec une interruption durant la guerre. 
Extrêmement populaire dans les années 1920, elle a été adaptée en dessin animé dès 1921 et a fait l'objet de recueils annuels de 1922 à 1939, puis à nouveau dans les années 1950.
Le chiot Pip, la manchote Squeak et le levraut Wilfred (qui ne sait dire que « gug » et « nunc ») vivent ensemble à proximité de Londres chez Angeline et Uncle Dick. Comme dans la série Tiger Tim, ces trois animaux anthropomorphes vivent dans un univers paisible avec d'autres animaux et des humains.